# Denis Voronenkov
Denis Nikolaevič Voronenkov (in russo Денис Николаевич Вороненков, in ucraino Деніс Миколайович Вороненков?, Denis Mikolaiovič Voronenkov; Nižnij Novgorod, 10 aprile 1971 – Kiev, 23 marzo 2017) è stato un politico russo naturalizzato ucraino.

## Biografia
Dal dicembre 2011 all'ottobre 2016 fu membro della Duma di Stato. Nello stesso periodo fu esponente del Partito Comunista della Federazione Russa. Dopo aver lasciato il Parlamento, abbandonò anche la Russia e si spostò in Ucraina con la moglie, la cantante lirica Maria Maksakova. Qui divenne una voce critica del Presidente russo Vladimir Putin, in particolare della sua politica estera. Criticò il partito ucraino Blocco Opposizione, di ispirazione filo-russa, da lui definito Blocco Occupazione. Nella capitale ucraina Kiev fu ucciso nel marzo 2017 da Pavlo Parshov insieme al complice Yaroslav Levenets, membro di Pravyj Sektor.
Il Presidente dell'Ucraina del tempo, Petro Porošenko, ha dichiarato l'assassinio di Voronenkov un atto terroristico della Federazione Russa.